# Flavor Flav
William Jonathan Drayton, Jr. alias og kendt som Flavor Flav (født 16. marts 1959) er en amerikansk rapper og tv-stjerne. Han var en af grundlæggerne af den velkendte hiphopgruppe Public Enemy, fra Long Island, New York i USA.
I 1990'erne indspillede han tre soloalbum som aldrig blev udgivet, men i takt med hans optrædener i tv-serier, udkom der en cd i slutningen af 2006.
Man kan også spille som Flav i kampspillet til Xbox og Playstation 2 – Def Jam: Fight for NY fra 2004.

## Diskografi

### Public Enemy-udgivelser
- Yo Chuck – 1986
- Yo! Bum Rush The Show – 1987
- It Takes a Nation of Millions to Hold Us Back – 1988
- Fight The Power...Live! – 1989
- Fear of a Black Planet – 1990
- Apocalypse 91: The Enemy Strikes Black – 1991
- Greates Misses – 1992
- Muse Sick in Hour Mess Age – 1994
- He Got Game – 1998
- BTN 2000 – 1999
- There's a Poison Goin' On – 1999
- Revolverlution – 2002
- Power to the People and the Beats: The Best Of Public Enemy – 2005
- New Whirl Odor – 2005
- Rebirth of a Nation – 2006
- How You Sell Soul to a Soulless People Who Sold Their Soul? – 2007

### Solo
- Flavor Flav (2006)